# فلاشيربيرغ
فلاشيربيرغ (بالإنجليزية: Fläscherberg)‏ هو أحد جبال سلسلة سلسلة راتيكون ويقع في كانتون غراوبوندن في سويسرا. يحتل المرتبة رقم 435 في قائمة جبال سويسرا من حيث الارتفاع، إذ يبلغ ارتفاعه حوالي 1135 متر، بينما يبلغ ارتفاع نتوء الجبل 422 متر.